# باغ‌وحش ارم
باغ‌وحش تهران یا باغ‌وحش ارم باغ‌وحشی در تهران است که در زمینی به گستردگی نزدیک به ۵ هکتار در کیلومتر ۴ اتوبان تهران کرج در نزدیکی ایستگاه متروی اکباتان قرار گرفته‌است.

## تاریخچه باغ‌وحش در تهران
در دورهٔ قاجار، ایرانیان با باغ‌وحش‌های اروپایی آشنایی پیدا کردند. اما نخستین باغ وحش یا «مجمع الوحوش» در دوره ناصرالدین‌شاه در خیابان لختی، سعدی کنونی، در منطقه‌ای که زمانی نام خیابان باغ وحش و بعد ماشین‌خانه و پس از آن، اکباتان نامیده شد تأسیس گردید. اما هیچ‌وقت به صورت باغ وحش کامل در نیامد و گاهی اهالی شهر برای تماشای چند جانور به آن باغ‌وحش می‌رفتند. ناصرالدین شاه پس از سفرهای خود به اروپا و دیدن باغ وحش‌های اروپایی، به جانوران و باغ وحش علاقه‌مند شد. به همین دلیل محل دوشان‌تپه را برگزید که پیش از آن، در سال ۱۲۶۹ قمری ۱۸۵۳ میلادی عمارت باشکوهی در آن ساخته بود و با استفاده از قنات، دریاچه‌ای نیز در آن ایجاد کرده بود که منظره‌های زیبا و دیدنی داشت. در باغ وحش دوشان، یک میمون و چهار شیر نر و ماده از کوه‌های شیراز و سه ببر از مازندران و یک یوز و سه پلنگ از جاجرود و پنج خرس از دماوند و … وجود داشتند.
در سال ۱۳۳۲ نیز یک باغ‌وحش خصوصی در خیابان ولیعصر تهران، روبروی پارک ملت دایر شد. این باغ‌وحش به دلیل ایجاد آلودگی و مزاحمت برای ساکنین این محله در سال ۱۳۶۶ رسماً تعطیل شد.

## تاریخچه باغ‌وحش ارم
مجموعهٔ پارک ارم در سال ۱۳۵۳ به وسیلهٔ رحیم‌علی خرم تأسیس و با عنوان «پارک خرم» نامیده شد. پس از انقلاب ۱۳۵۷ در سال ۱۳۵۸ این پارک طی حکمی از دادگاه انقلاب، به تملک بنیاد مستضعفان درآمد. در سال ۱۳۶۹ ساخت باغ وحش کنونی تهران در زمینی به گستردگی نزدیک به ۵ هکتار، در کیلومتر ۴ اتوبان تهران کرج، در «مجتمع تفریحی ورزشی ارم سبز» (پارک ارم) پایه‌گذاری و افتتاح شد.

## شمار گونه‌های جانوری
هم‌اکنون ۱۲۱ گونه جانوری بومی ایران و دیگر نقاط جهان در قالب گروه‌های زیر در باغ وحش نگهداری می‌شوند که برخی از آنها به شرح زیر هستند:
- گربه سانان:
  - شیر[۱۱][۱۲][۱۳]
  - ببر[۱۴][۱۵][۱۶]
  - پلنگ[۱۷]
  - سیاه‌گوش[۱۸]
- سگ‌سانان: گرگ، شغال، روباه
- انسانیان: شامپانزه، بابون، رزوس
- گوشتخواران (خرسها) خرس قهوه‌ای، کفتار راه‌راه
- پرندگان: درنا، طاووس، قرقاول، پلیکان، بالابان، کرکس، عقاب
- خزندگان: مارپیتون، تمساح، بزمجه، ایگوانا، لاک‌پشت
- کیسه‌داران: کانگورو[۱۹]
- فیل‌سانان: فیل[۲۰]
- جوندگان: تشی، سنجاب، خرگوش، همستر
- آبزیان: پنگوسی، گربه‌ماهی آفریقایی، لاک‌پشت آبی
- تک‌سم‌سانان (اسب و الاغ): گورخر[۲۱]
- زوج سمان (گوزن زرد ایرانی گوزن زرد اروپایی گوزن قرمز اروپایی مرال[۲۲][۲۳][۲۴][۲۵]
- شتر شکلان: شتر دو کوهانه[۲۶]
- پستانداران: دم‌عصایی،[۲۷] زرافه (در انتظار ورود)[۲۸]

## بدرفتاری با جانوران
مجموعه باغ‌وحش ارم، پیشینه طولانی و بدنامی در رفتار و نگهداری از جانوران دارد. بی‌توجهی و نبود نظارت کافی از سوی مسئولان باغ وحش ارم، مهم‌ترین دلیل مرگ بسیاری از جانوران این مجموعه است. ببرهایی که به این باغ‌وحش برده شده‌اند تلخ‌ترین سرنوشت را در میان دیگر جانوران باغ وحش داشته‌اند.

## نگارخانه

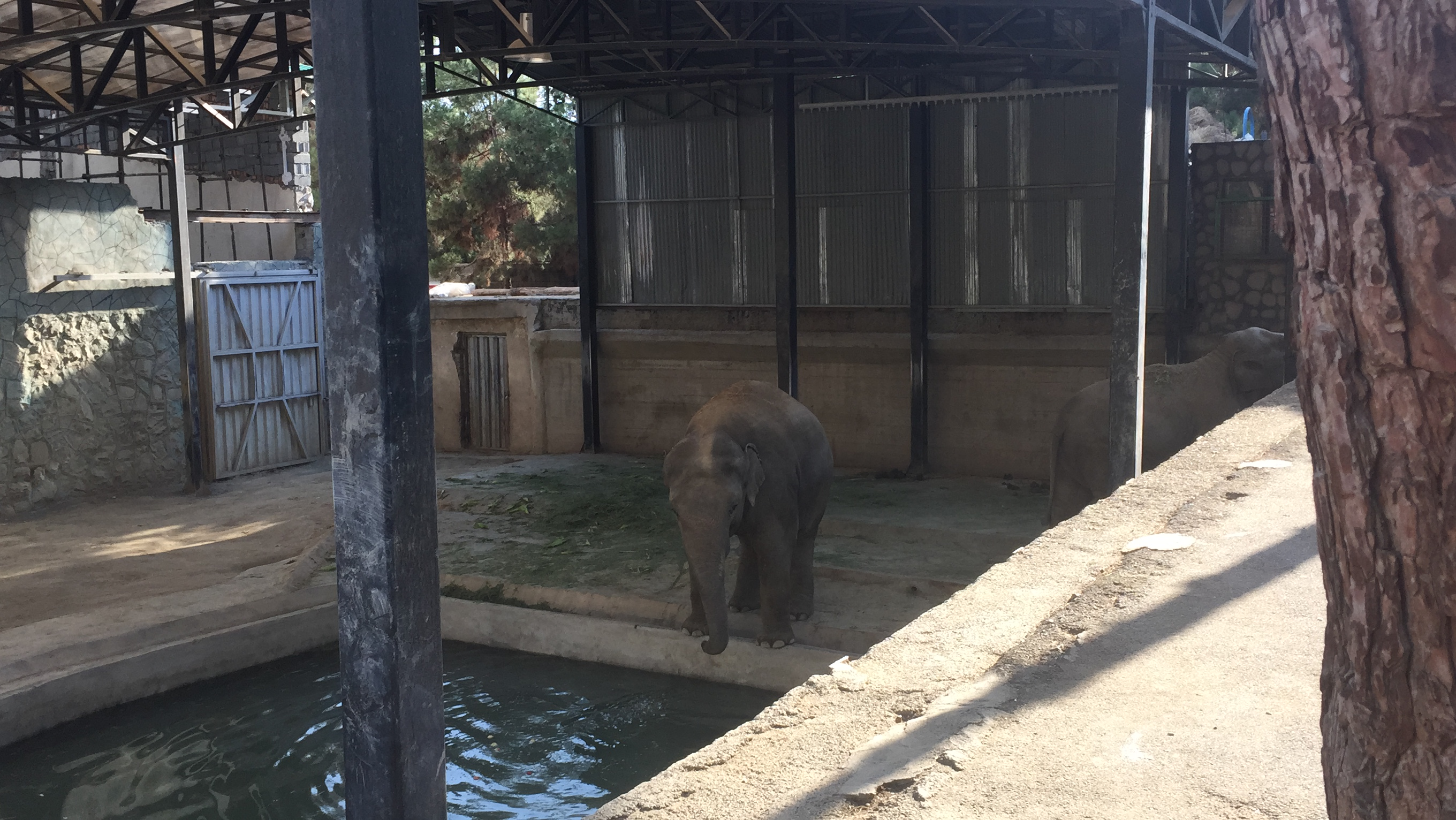
فیل
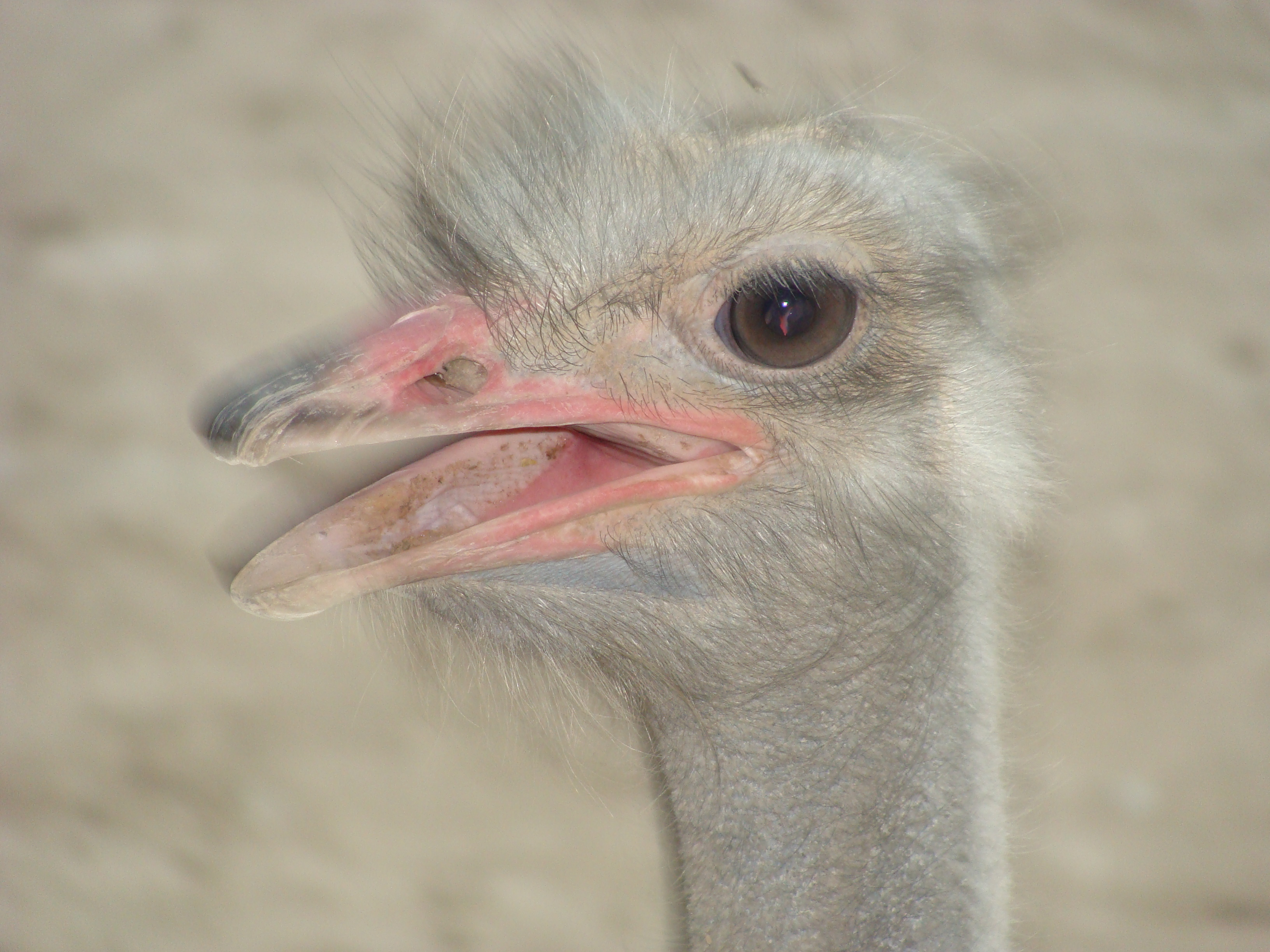
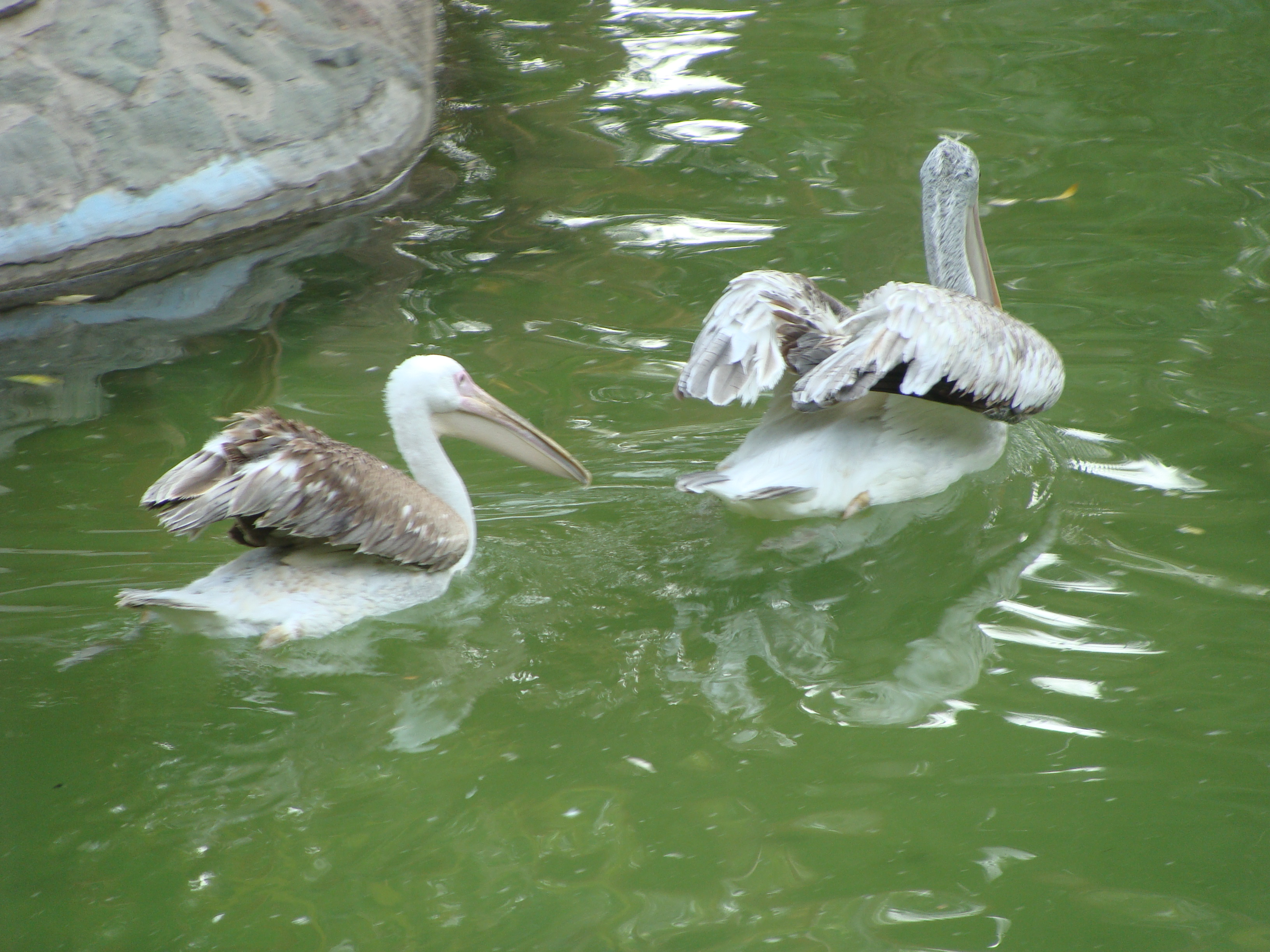
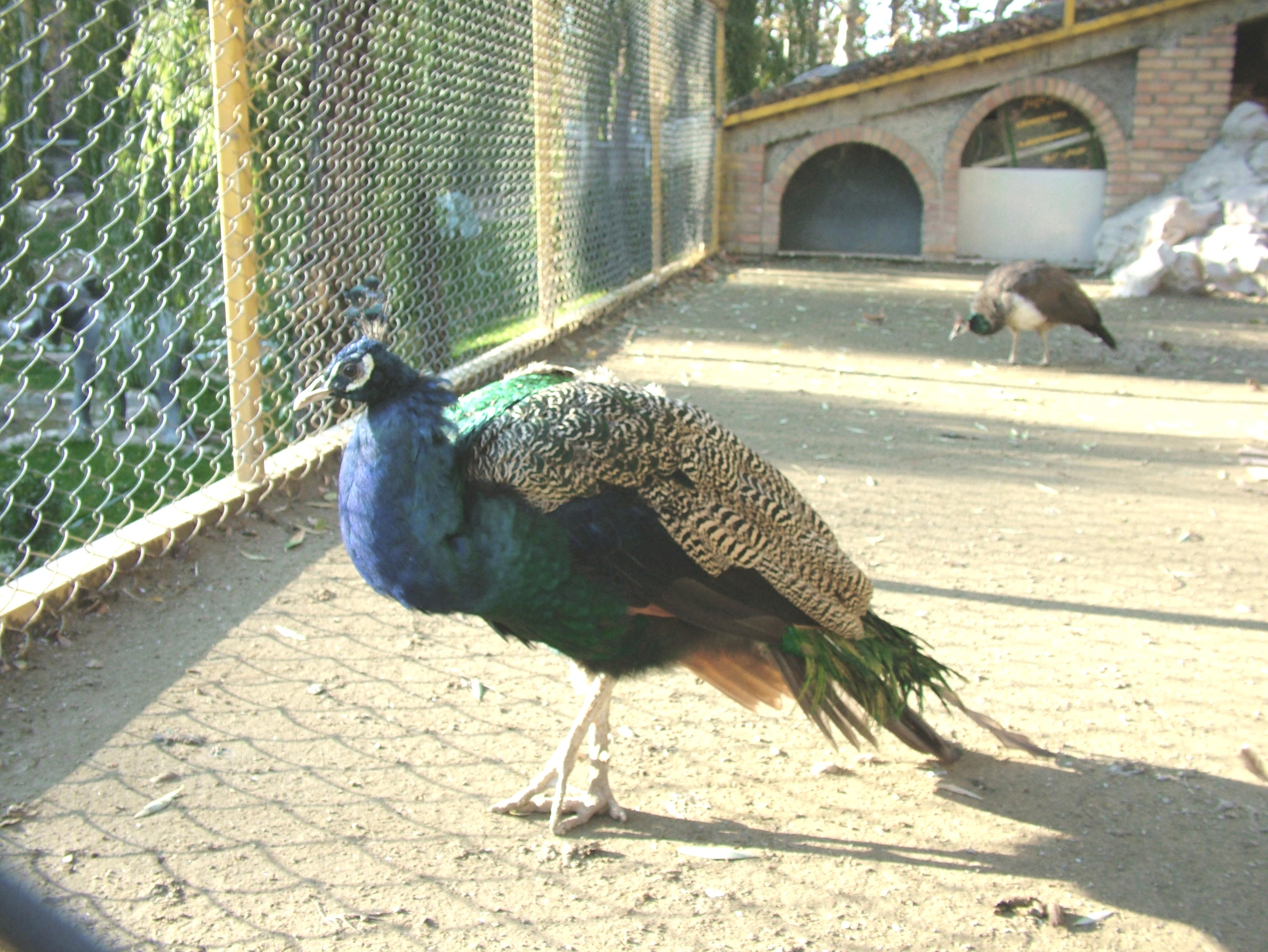
طاووس
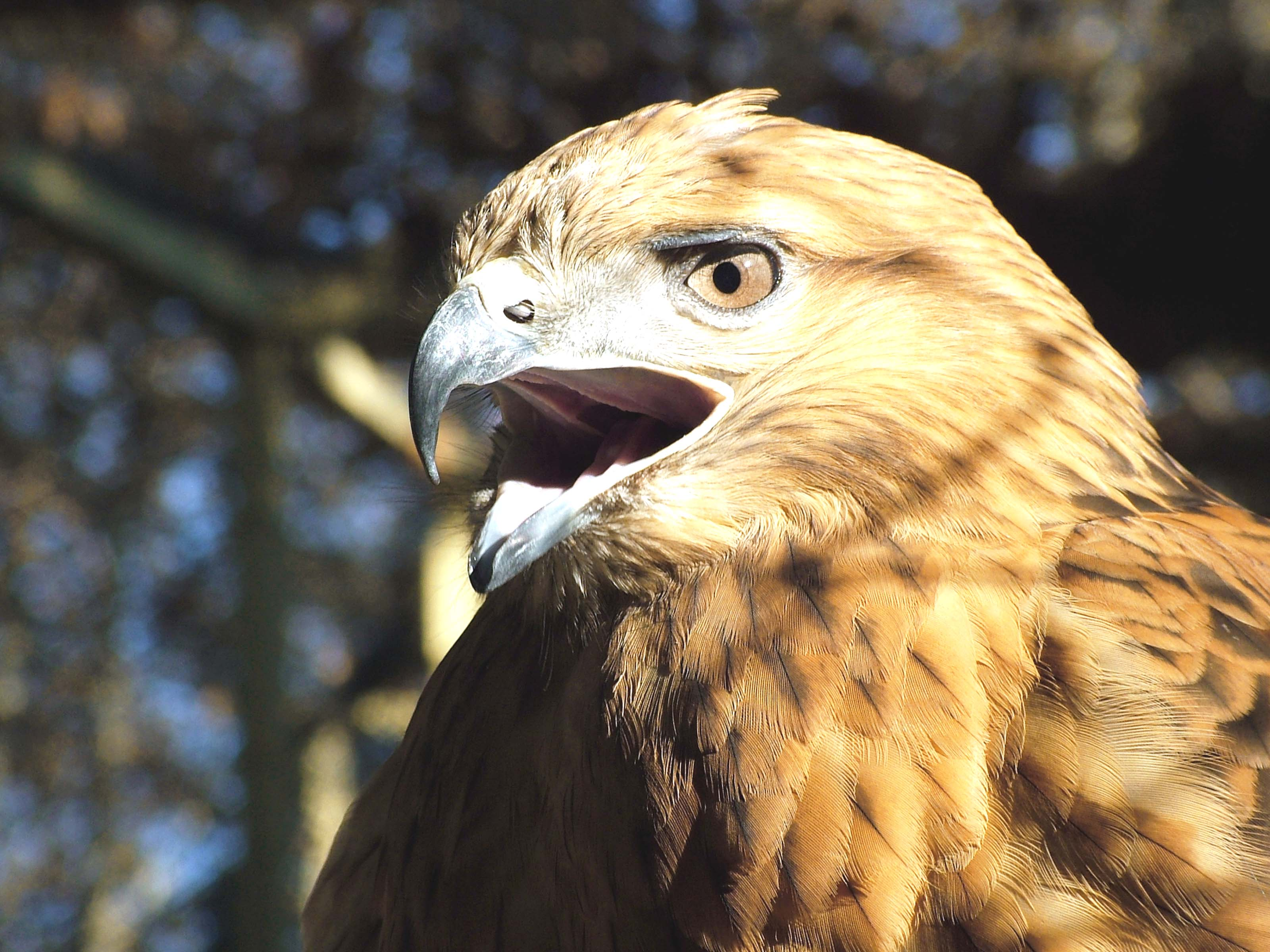
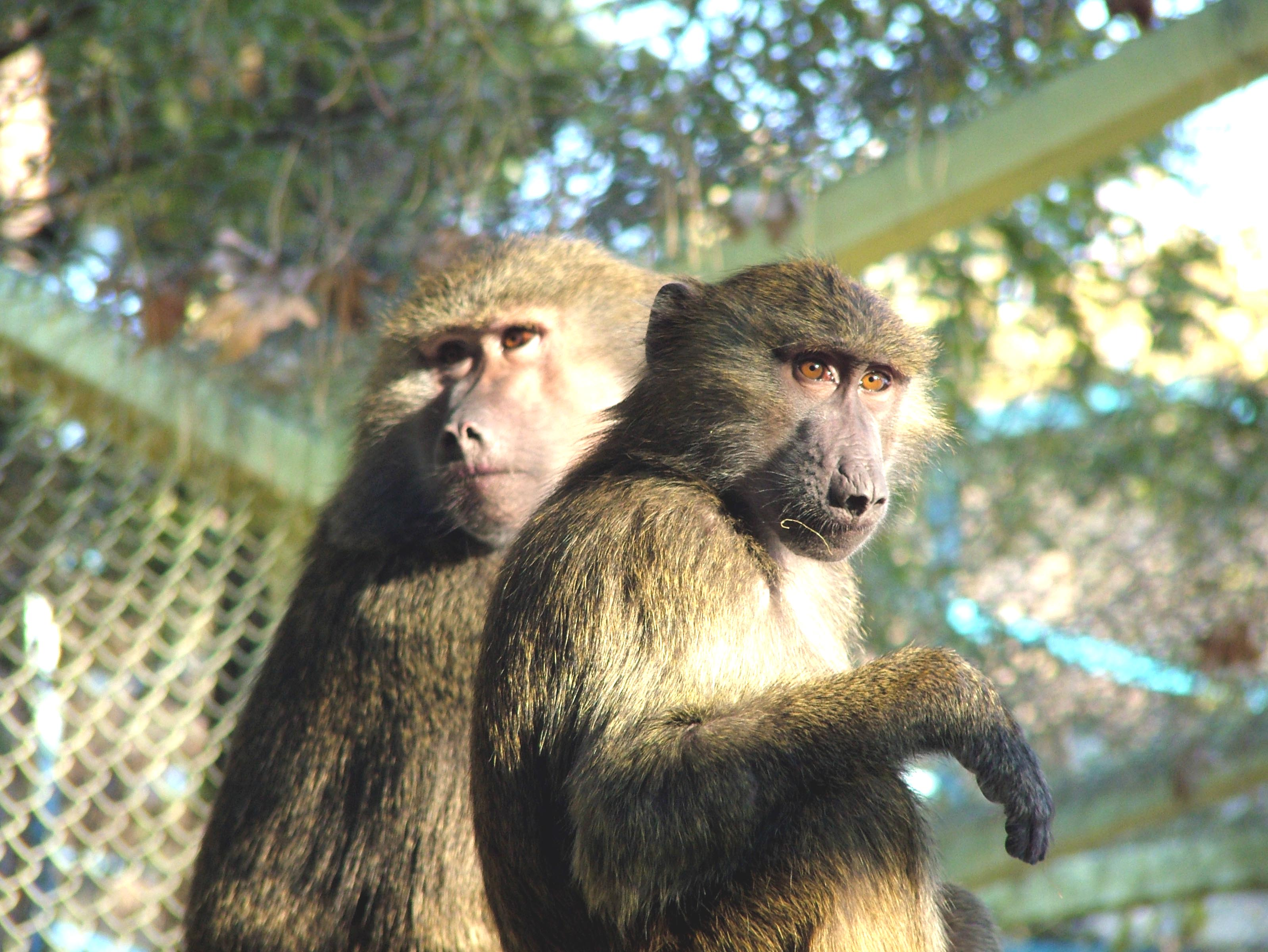
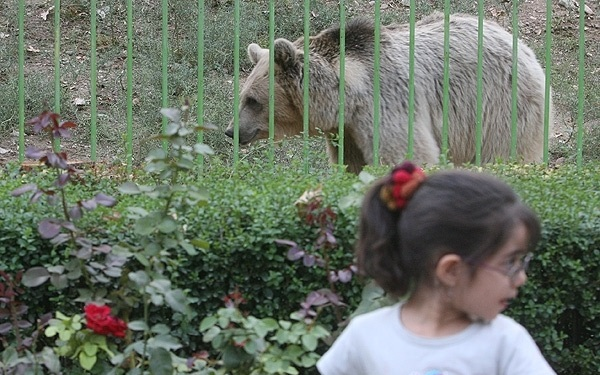
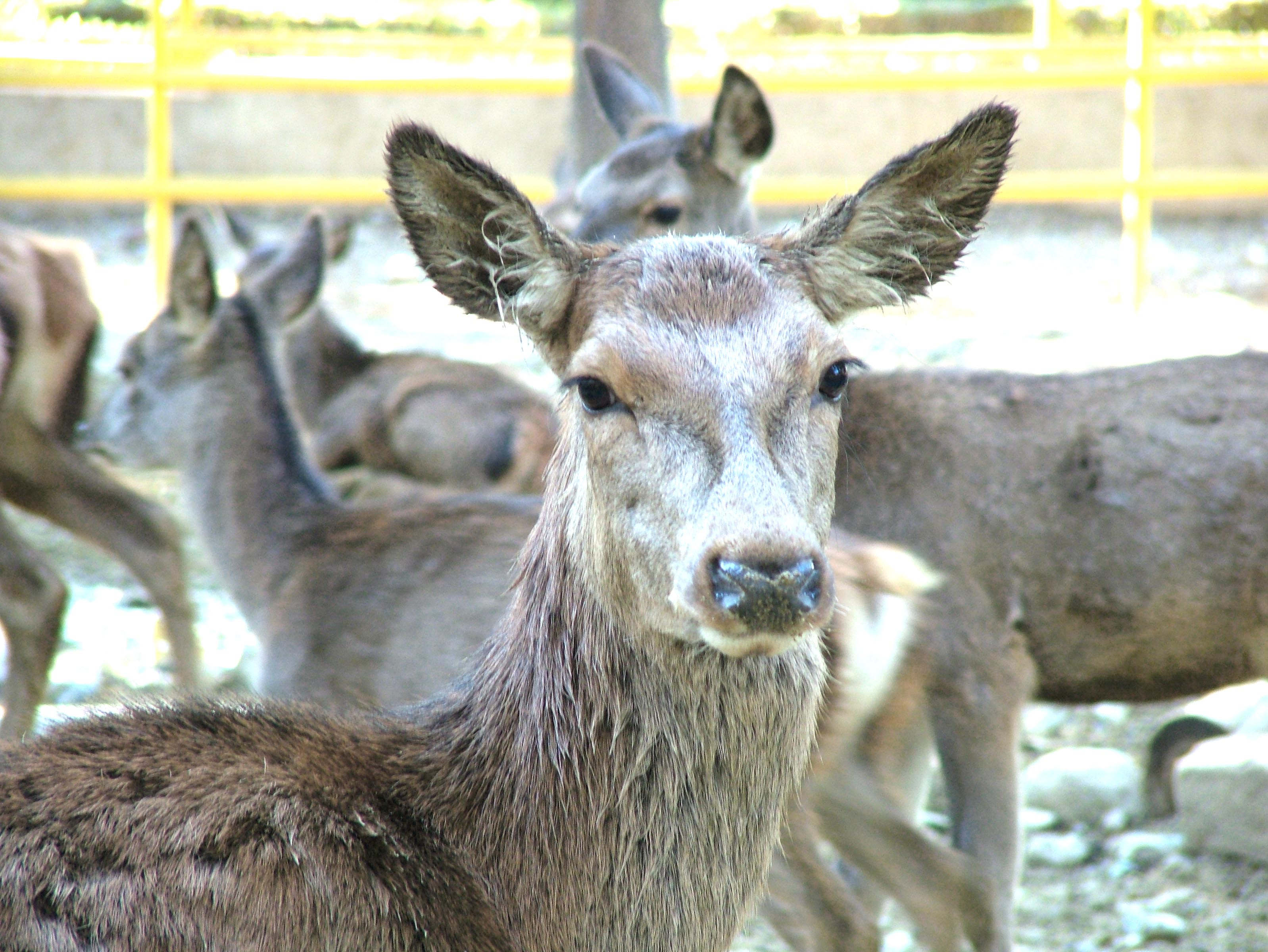
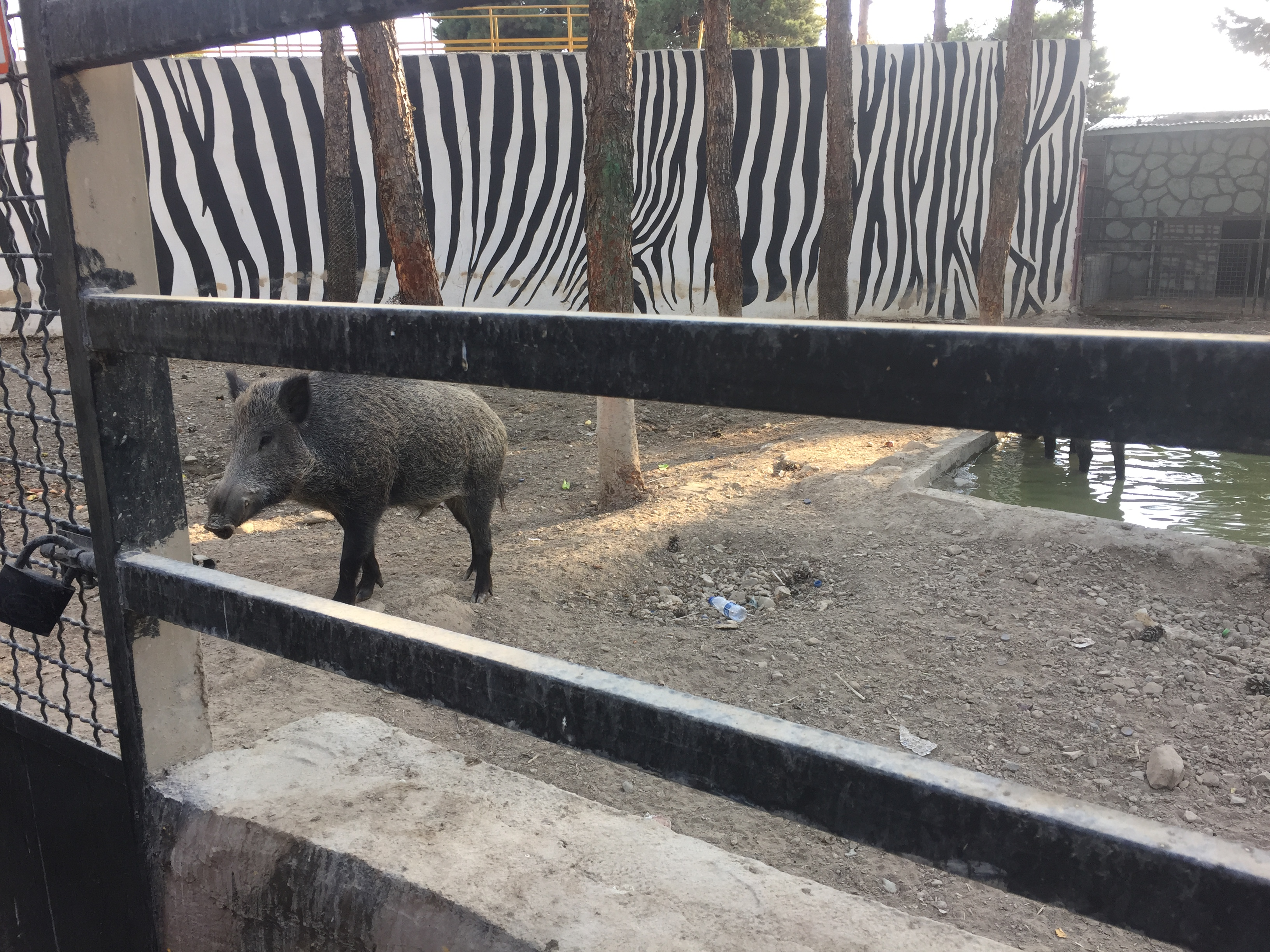
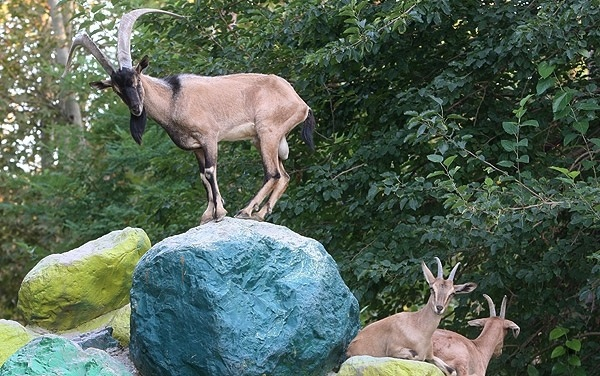